# Parque del Monte Subasio
El parque del Monte Subasio es un parque regional de Umbría, en la Provincia de Perugia. Fue creado por ley regional n.º 9 del 3 de marzo de 1995. Engloba los territorios adyacentes al monte Subasio.
Su territorio se extiende por cuatro municipios de la provincia de Perugia. Entre la fauna del parque destacan el lobo, el jabalí, la abubilla, el puercoespín crestado y la lechuza común.